# Encomienda de Icho Huari
La encomienda de Icho Huari fue una subdivisión territorial del norte peruano, perteneciente a la jurisdicción de la ciudad de Huánuco, surgió en 1532 con la conquista española de la etnia huari, en el noreste del actual departamento de Áncash (actuales Chacas, San Luis y Llamellín). Perteneció a Francisco Pizarro durante los primeros años, y luego fue cedida a los hombres que colaboraron con la Conquista del Perú. Sus actividades económicas radicaban en la minería de plata y oro y la textilería a gran escala.

## Historia
La encomienda de Ichoguari o Icho Huari, fue creada por Francisco Pizarro durante la Conquista del Perú. El adelantado subdividió el primigenio territorio conquistado de las etnias conchucos, piscopampas, huaris y pincos, en 6 encomiendas; entregándoselas a los hombres que colaboraron con él durante la conquista, siendo el territorio de Icho Huari, concedido a Bartolomé de Tarazona, vecino fundador de Lima y Huánuco, quien la administró hasta 1565 aproximadamente.
En 1570 fue adquirida por Diego Álvarez, magistrado y comerciante natural de Salamanca, casado con la viuda de Tarazona. En 1572, el capitán Alonso de Santoyo y Valverde fue nombrado visitador real por el virrey Francisco de Toledo, con el encargo específico de la tasación, censos y fundaciones de reducciones de amerindios en las provincias de Lima y Huánuco entre 1569 y 1574. En Icho Huari, Santoyo y Álvarez fundaron los pueblos de San Martín de Chacas, San Luis Obispo de Ichohuari y San Andrés de Llamellín entre 1572 y 1573. Poco después, en 1577, se fundó el obraje de Aurinja y la encomienda cogió notable interés económico debido a su riqueza mineral y excelente producción de textiles que eran exportados hasta el sur del virreinato. En 1608, tras la muerte de Álvarez, la encomienda pasó a manos de Diego de Carvajal y Vargas quien, a su muerte en 1620, la heredó a su hijo Francisco de Carvajal y Vargas (1620-1653). Los Carvajal y Vargas fueron usufructuarios de la encomienda hasta la disolución de los corregimientos en 1784 y su influencia decayó durante el siglo siglo XIX con la llegada la República, aunque todavía poseyeron haciendas medianas en Chacas y San Luis hasta inicios del siglo XIX.

## Encomenderos[2]
- 1532-1545: Francisco Pizarro, establecido en Lima. Creó todas las encomiendas del Perú para luego repartirlas entre los hombres que colaboraron en la conquista.
- 1545-1565: Bartolomé de Tarazona, conquistador español, colaboró con Francisco Pizarro y se hizo beneficiario de la encomienda con firma del conquistador. Se asentó en Huánuco.
- 1565-1570: Isabel de Figueroa, colona española, viuda de Bartolomé de Tarazona, asentada en Huánuco.
- 1570-1607: Diego Álvarez: Magistrado español, casó con Isabel de Figueroa y administró la encomienda desde Huánuco y San Luis. Fundó el obraje de San Luis (Aurinja) en 1571.
- 1608-1620: Diego de Carvajal y Vargas, funcionario y militar criollo, establecido en Lima, compró la encomienda.
- 1620-1653: Francisco de Carvajal y Vargas, funcionario limeño, establecido en Lima.
- 1654-1680: Diego de Carvajal Vargas y Altamirano, funcionario limeño, arrendó la encomienda a diversos empresarios y hacendados españoles.
- 1680-1740: Condes de Castillejo.
- 1740-1760: Fermín Francisco de Carvajal Vargas.
- 1760-1784: Ducado de San Carlos.
- 1784. Disolución de la encomienda y nuevo repartimiento de predios para fundar el Partido de Conchucos

- 1784-1820: Los predios de la antigua encomienda (sumamente mermados en extensión luego de su disolución), seguían todavía en manos de una rama de los Carvajal Vargas, mediante Juana de Carvajal Vargas y Cabrera, quien se casó con el capitán español Francisco Menéndez de Valdez, natural de Sevilla, el matrimonio se asentó en Chacas en 1760.